# 打黑除恶专项斗争协调小组办公室
打黑除恶专项斗争协调小组办公室，简称打黑办，是中华人民共和国专门设立用于打击黑恶势力的机构。历史可追溯到2006年2月22日中共中央政法委召开的全国打黑除恶专项斗争电视电话会议。